# 481984 Cernunnos
481984 Cernunnos este o planetă minoră (asteroid) din Asteroid Amor. A fost descoperită pe 20 mai 2009 la Vicques⁠(d) de Michel Ory⁠(d). 
Obiectul prezintă o orbită caracterizată de o semiaxă mare de 2,1995744639455 UAi, o excentricitate de 0,47, o înclinație de 9,46 ° în raport cu ecliptica.